# John Lennon/Plastic Ono Band
John Lennon/Plastic Ono Band là album solo đầu tay của ca sĩ - nhạc sĩ John Lennon. Album được phát hành vào cuối năm 1970 sau những album experimental mà Lennon thực hiện cùng vợ là Yoko Ono, cùng với đó là album Live Peace in Toronto 1969 thu lại buổi diễn tại Toronto của nhóm Plastic Ono Band. Đây cũng là sản phẩm đồng thời với một album solo đầu tay của Ono mang tên Yoko Ono/Plastic Ono Band, cùng được thực hiện tại Abbey Road & Ascot Sound Studios với cùng ê-kíp sản xuất và nghệ sĩ, thậm chí có phần bìa đĩa gần như tương tự. John Lennon/Plastic Ono Band được đánh giá là một trong những album mượt mà nhất của Lennon, tổng hợp lại một cách chân thực và nghệ thuật toàn bộ những cảm xúc và suy tư của anh vào thời điểm đó. Năm 1987, nhân dịp kỷ niệm 20 năm thành lập, tạp chí Rolling Stone đã xếp John Lennon/Plastic Ono Band ở vị trí số 4 trong danh sách "100 album xuất sắc nhất 20 năm gần nhất". Năm 2012, tạp chí trên đã xếp album ở vị trí số 23 trong danh sách "500 album vĩ đại nhất".

## Danh sách ca khúc
Tất cả các ca khúc đều được viết và biên soạn bởi John Lennon, các sáng tác khác được ghi chú bên.
Mặt A
1. "Mother" – 5:34
2. "Hold On" – 1:52
3. "I Found Out" – 3:37
4. "Working Class Hero" – 3:48
5. "Isolation" – 2:51

Mặt B
1. "Remember" – 4:33
2. "Love" – 3:21
3. "Well Well Well" – 5:59
4. "Look at Me" – 2:53
5. "God" – 4:09
6. "My Mummy's Dead" – 0:49

Bonus track ấn bản 2000
1. "Power to the People" – 3:22
2. "Do the Oz" – 3:07 (Lennon/Ono)

## Thành phần tham gia sản xuất
- John Lennon – hát chính, hát nền, guitar acoustic và guitar điện, piano/organ[1].
- Ringo Starr – trống[1].
- Klaus Voormann – bass[1].
- Phil Spector – piano trong "Love"[1].
- Billy Preston – piano trong "God"[2].
- Yoko Ono – "wind".
- Mal Evans – "tea and sympathy"[3].

## Xếp hạng và chứng chỉ
| BẢng xếp hạng (1970/71)                | Vị trí cao nhất |
| -------------------------------------- | --------------- |
| Australian Kent Music Report Chart     | 3               |
| Canadian RPM Albums Chart              | 2               |
| Dutch Mega Albums Chart                | 1               |
| Italian Albums Chart                   | 8               |
| Japanese Oricon LP Chart               | 5               |
| Norwegian VG-lista Albums Chart        | 4               |
| UK Albums Chart                        | 8               |
| US Billboard 200                       | 6               |
| West German Media Control Albums Chart | 39              |

| Bảng xếp hạng (1971)    | Vị trí |
| ----------------------- | ------ |
| Australian Albums Chart | 22     |
| Italian Albums Chart    | 36     |
| US Billboard Year-End   | 84     |

| Quốc gia      | Chứng nhận |
| ------------- | ---------- |
| Hoa Kỳ (RIAA) | Vàng       |